# فنار المكس
فنار المكس هو فنار يقع على جزيرة صخرية صغيرة قبالة الشاطئ غرب حي المكس، الإسكندرية. بُني الفنار في 1894 ويبلغ طوله 11 م (36 قدمًا) الفنار عبارة عن برج خرساني سداسي مع قبة مخروطية مهدمة وكان فيما مضى مطليًا باللون الأسود لكنه تلاشى في السنوات الأخيرة. خرج الفنار من الخدمة في 1908 عندما تغير خط الاقتراب من 134 درجة (جنوب شرق) إلى 113 درجة حاليًا (شرق جنوب شرق) ومنذ ذلك الحين وهو يعاني من الإهمال. يمكن الوصول إلى الفنار بالقوارب فقط، لكن البرج مغلق.
شهد موقع الفنار تصوير عددًا من الأعمال الفنية منها فيلم الوهم ومسلسل عرفة البحر، وذكره الشاعر أحمد شوقي في قصيدة له خلال منفاه في إسبانيا.